# جوزف توماسی
جوزف چارلز توماسی (۱۵ آوریل ۱۹۵۱–۱۵ اوت ۱۹۷۵) یک نئونازی آمریکایی بود که جبهه آزادی ملی سوسیالیستی را تأسیس کرد. او از افراط گرایی و جنگ چریکی مسلحانه علیه دولت آمریکا و آنچه که آن را «ساختار قدرت یهودی» نامید حمایت می‌کرد. توماسی خواهان هرج و مرج و بی قانونی بود تا «سیستم» بدون حفاظت مورد حمله قرار گیرد.
توماسی به‌دلیل اصالت ایتالیایی و داشتن «رنگ صورتی نوردیک» توسط نئونازی‌های رقیب با تمسخر به «گوجه فرنگی جو» ملقب شد.

## فعالیت سیاسی
توماسی تحت تأثیر ویلیام لوتر پیرس، ابتدا به عنوان یک رهبر جوان در حزب حزب ناسیونال سوسیالیست مردم سفید (NSWPP) که بعداً حزب نازی آمریکا نامیده شد، در شهرستان آرلینگتون، ویرجینیا، برجسته شد.
در سال ۱۹۶۹، توماسی جبهه آزادی ناسیونال سوسیالیست را به عنوان شاخه جوانان حزب نازی آمریکا راه اندازی کرد. در سال ۱۹۷۰، دیوید دوک به این سازمان پیوست.
در فوریه ۱۹۷۲، ایرو روبین، مبارز یهودی اتحادیه دفاع یهودیان، پس از شلیک به توماسی دستگیر شد.
حزب ناسیونال سوسیالیست سفید در پی قتل جورج لینکلن راکول در سال ۱۹۶۷ منشعب شد و توماسی اغلب خود را با جانشین راکول، ماتیاس کوهل در تضاد می‌دید. کوهل، یکی از پیروان تنگ تنگ آدولف هیتلر، به دیدگاه‌های رادیکال توماسی و عادات شخصی او که شامل سیگار کشیدن ماری جوانا، پوشیدن موهای بلند، گوش دادن به راک اند رول و دعوت از دوست دختر برای رابطه جنسی در مقر حزب ناسیونال سوسیالیست مردم سفید بود اعتراض کرد. اینها منجر به بیرون راندن توماسی از حزب ناسیونال سوسیالیست در سال ۱۹۷۳ شد.
در مارس ۱۹۷۴، Tommasi NSLF را به عنوان یک سازمان جداگانه راه اندازی کرد. این گروه بسیاری از اعضای جوان تر و رادیکال تر حزب ناسیونال سوسیالیست مردم سفید را جذب کرد. از تبلیغات استفاده می‌کرد، مانند تصاویری که لاشه‌های پیچ خورده شعبه بنک آو امریکا را نشان می‌داد.
توماسی به‌دنبال عضویت در بین دانشجویانی بود که هم از جنبش چپ رادیکال و هم از جناح راست محافظه کار اصلی احساس بیگانگی می‌کردند.
با این حال، توماسی تلاش برای بازپس‌گیری کنترل ناسیونال سوسالیست مردم سفید را رها نکرده بود.

## مرگ
در ۱۵ اوت ۱۹۷۵، توماسی در مقابل مقر NSWPP، گروه رقیب خود، در ال مونته، کالیفرنیا ، با یک گلوله به سر کشته شد. سلاح‌های متعددی در مقر پیدا شد، از جمله اسلحه ای که اخیراً شلیک شده بود. دیوید راست، که در آن زمان با توماسی بود، اظهار داشت که شخصی یک حرکت ناپسند را نسبت به آنها انجام داده‌است. شاهدان گفتند که توماسی با حمل چماق به حیاط جلو رفت و با هم درگیر شدند. ظاهراً یکی از اعضا به او گفته‌است که اگر نزدیکتر شود، مورد اصابت گلوله قرار می‌گیرد.
جری کیت جونز، ۱۸ ساله، مشکوک به قتل بود.
توماسی در پارک یادبود رز هیلز به خاک سپرده شد.

## میراث
زندگی توماسی، جیمز میسون، نئونازی الهام بخش بود تا NSLF را در اوایل دهه ۱۹۸۰ به عنوان «مفهوم فلسفی یا حالت روحی» بدون رهبر به نام نظم جهانی احیا کند و نشریه «محاصره» توماسی را زنده کند.

## انتشارات
- ساختن حزب انقلابی چیلیکوت، اوهایو: جبهه آزادی ملی سوسیالیستی
- ترور سیاسی (جزوه ۱۹۷۴)